# East Riding of Yorkshire
East Riding of Yorkshire nebo jednoduše East Yorkshire je anglický nemetropolitní distrikt a ceremoniální hrabství se statusem unitary authority.
Hospodářství je založeno především na zemědělství, a to spolu s cestovním ruchem, přispělo k rozvoji venkova a přímořskému charakteru hrabství.

## Administrativní členění
Hrabství se dělí na dva distrikty (oba unitary authority):
1. East Riding of Yorkshire
2. City of Kingston upon Hull